# یواس‌اس سیلوانیا (ای‌اف‌اس-۲)
یواس‌اس سیلوانیا (ای‌اف‌اس-۲) (به انگلیسی: USS Sylvania (AFS-2)) یک کشتی بود که طول آن ۵۸۱ فوت (۱۷۷٫۱ متر) بود. این کشتی در سال ۱۹۶۳ ساخته شد.